# Concerto pour violon no 2 de Martinů
Pour les articles homonymes, voir Concerto pour violon no 2.
Le concerto pour violon no 2 en sol mineur, H. 293 est une œuvre de Bohuslav Martinů composée entre février et avril 1943 entre ses deux premières symphonies, et créée le 31 décembre 1943 par Mischa Elman et l'orchestre symphonique de Boston dirigé par Serge Koussevitzky.
Elman avait commandé ce concerto après avoir écouté, très impressionné, la création de la première symphonie de Martinů par le même orchestre. Ce concerto pour violon était considéré comme le seul de Martinů jusqu'à ce que soit retrouvé en 1968 son premier concerto, neuf ans après la mort du compositeur.

## Mouvements
1. Andante — Poco allegro
2. Andante moderato
3. Poco allegro

## Discographie
- Josef Suk et l'orchestre philharmonique tchèque dirigé par Václav Neumann, 1973
- Isabelle Faust et l'orchestre philharmonique de Prague dirigé par Jiří Bělohlávek. Harmonia Mundi, 2008
- Lorenzo Gatto et l'orchestre national de Belgique dirigé par Walter Weller. Fuga Libera, 2011